# Sunkî, Smila
Sunkî (în ucraineană Сунки) este o comună în raionul Smila, regiunea Cerkasî, Ucraina, formată numai din satul de reședință.

## Demografie
Componența lingvistică a comunei Sunkî
     Ucraineană (96,99%)
     Rusă (2,79%)
     Alte limbi (0,16%)
Conform recensământului din 2001, majoritatea populației comunei Sunkî era vorbitoare de ucraineană (96,99%), existând în minoritate și vorbitori de rusă (2,79%).

## Legături externe
- pl Sunki în Dicționarul geografic al Regatului Poloniei și al altor țări slave, volum XI (Sochaczew — Szlubowska Wola) 1890